# 北豊島村
北豊島村（きたてしまむら）は、大阪府豊能郡にあった村。現在の池田市の南部、箕面川の沿岸、阪急宝塚本線・石橋阪大前駅の周辺にあたる。

## 地理
- 河川：箕面川、内川排水路

## 歴史
- 1889年（明治22年）4月1日 - 町村制の施行により、豊島郡西市場村・野村・東市場村・玉坂村・井口堂村・北今在家村・北轟木村・宮ノ前村・中之島村・石橋村・神田村の区域をもって発足。
- 1896年（明治29年）4月1日 - 所属郡が豊能郡に変更。
- 1935年（昭和10年）8月10日 - 池田町・細河村・秦野村と合併して池田町が発足。同日北豊島村廃止。

## 交通

### 鉄道路線
- 阪神急行電鉄（現・阪急電鉄）
  - 宝塚本線
  - 箕面線
    - 石橋駅

### 道路
現在は旧村域に名神高速道路の中国池田インターチェンジが存在するが、当時は未開通。